# Bempedoinsäure
Bempedoinsäure ist ein Arzneistoff, der zur Senkung des LDL-Cholesterins bei Erwachsenen mit bestimmten Fettstoffwechselstörung eingesetzt wird. Als Inhibitor der Adenosintriphosphat-Citrat-Lyase (ACL) senkt Bempedoinsäure das LDL-Cholesterin durch Hemmung der Cholesterinsynthese.
Chemisch handelt es sich um eine hydroxylierte langkettige Dicarbonsäure.

## Eigenschaften
Bempedoinsäure ist ein weißes bis cremefarbenes kristallines Pulver. Die Löslichkeit von Bempedoinsäure ist pH-abhängig, wobei die Löslichkeit mit zunehmendem pH-Wert über den normalen physiologischen pH-Bereich zunimmt: bei niedrigen pH-Werten ist die Substanz unlöslich, oberhalb von pH 6 steigt die Löslichkeit rasch an. Aufgrund der geringen Löslichkeit und hohen Permeabilität ist Bempedoinsäure eine BCS-Klasse-II-Verbindung.

## Pharmakologischer Wirkmechanismus

Der aktive Metabolit Bempedoyl-CoA (CoA-Komponente blau dargestellt)

Bempedoinsäure ist ein Prodrug. Im Organismus entsteht mittels Aktivierung durch die Very Long-Chain-Acyl-CoA-Synthetase (ACSLV1) das biologisch aktive Bempedoinsäure-CoA, welches kompetitiv die ATP-Citrat-Lyase (ACL) hemmt. ACL ist ein Enzym des Energiestoffwechsels in allen Eukaryoten. ACSLV1 kommt hauptsächlich in der Leber vor, nicht jedoch in der Skelettmuskulatur. In der Folge kommt es zu einer Verringerung der Cholesterinbiosynthese in der Leber sowie durch die Hochregulierung der Rezeptoren für Lipoprotein geringer Dichte (LDL-Rezeptoren) zu einer Absenkung von LDL-Cholesterin im Blut. Anders als die Statine bewirkte Bempedoyl-CoA zudem eine Verminderung der Triglyceridspiegel im Blut durch die Hemmung der Biosynthese von Fettsäuren in pharmakodynamischen Studien am Tiermodell.
Bempedoinsäure wird oral angewendet (eingenommen).

## Anwendungsgebiet
In der EU besteht seit April 2020 unter dem Namen Nilemdo die Zulassung zur Behandlung Erwachsener mit einer primären Hypercholesterinämie (familiär und nicht-familiär) oder mit einer gemischten Dyslipidämie.
Die Therapie sollte begleitend zu einer Diät bei Patienten erfolgen, bei denen das LDL-Cholesterin-Ziel trotz etablierter medikamentöser und diätischer Maßnahmen nicht erreicht wird. Die Anwendung erfolgt gemäß Zulassung
- als Kombination mit einem Statin oder
- mit einem Statin zusammen mit anderen lipidsenkenden Therapien,

oder, bei Patienten, die eine Statin-Intoleranz aufweisen oder bei denen ein Statin kontraindiziert ist,
- als Monotherapie oder
- in fixer Kombination mit dem lipidsenkenden Wirkstoff Ezetimib.

Der Effekt des Medikaments auf Erkrankungen des Herz-Kreislauf-Systems, insbesondere Arteriosklerose, wurden bisher (Stand 04/2020, Erstzulassung) nicht ermittelt.

## Neben- und Wechselwirkungen
Bempedoinsäure erhöht die Plasmakonzentrationen von Statinen, entsprechend sind Patienten auf Nebenwirkungen im Zusammenhang mit der Anwendung hoher Statin-Dosen zu überwachen. Für Simvastatin wird explizit eine Dosisreduktion empfohlen.
Die Therapie kann mit einem Anstieg der Harnsäurekonzentration im Blut (Hyperurikämie) einhergehen (3,8 % der Patienten) und ist entsprechend bei Auftreten eines Gichtanfalls einzustellen. Gleiches gilt bei einem mehr als dreifachen Anstieg der Transaminasen über die Norm.
Weitere häufige Nebenwirkungen waren Schmerzen in den Extremitäten (3,1 %) und Anämie (2,5 %).

## Anwendungsbeschränkungen
Bempedoinsäure darf nicht angewendet werden in der Schwangerschaft und während der Stillzeit. Eine Dosisanpassung bei älteren Menschen sowie Personen mit leichten und moderaten Leber- oder Nierenfunktionsstörungen ist nicht notwendig.

## Fertigarzneimittel
- Monopräparate: Nilemdo (EU), Nexletol (USA)
- Kombination mit Ezetimib: Nustendi (EU), Nexlizet (USA)